# 我曾爱过你，想起就心酸
《我曾爱过你，想起就心酸》，待播中国偶像剧。本剧改编自作家自由极光的同名小说，由张东健、唐艺昕、姜潮领衔主演，爱奇艺预计于2018年首播。

## 播出时间
| 频道   | 所在地   | 播映日期 | 播出时间 | 备注 |
| ------ | -------- | -------- | -------- | ---- |
| 爱奇艺 | 中国大陆 |          |          |      |

## 演员列表

### 主要演员
| 演員   | 角色 | 介紹                                                         |
| 张东健 | 许志 | 天蠍座，公司CEO，親情愛情、一如既往、是非曲直、自有定論。    |
| 唐艺昕 | 莉香 | 雙魚座，表演系學生，行事犀利、愛的糊塗、大起大落、回歸平凡。 |
| 姜潮   | 匡明 | 獅子座，表演系學生，意氣風發、輕狂代價、為愛迷失、迷途知返。 |

### 其他演员
| 演員   | 角色   | 介紹                                                         |
| 郭雪芙 | 杨沫   | 金牛座，表演系學生，售賣青春、家境所累、以情換利、終得空虛。 |
| 任容萱 | 吴斯佳 | 巨蟹座，表演系學生，輕盈單純、甘為人妻、悉心經營、回歸理想。 |
| 童苡萱 | 衣藤   | 摩羯座，文學系學生，言行孤冷、心本善良、讀書萬卷、不解人情。 |
| 罗彬   | 苏冉   | 超級學長，陽光暖男。                                         |
| 邝华丽 | 薇薇   | 莉香的大學同學。                                             |
| 周密   | 蒋晓林 | 勵志暖男。                                                   |